# 周柄
周柄（?—?），贵州畢節人，清政治人物、進士出身。
乾隆十三年（1748年）戊辰科進士，三甲一百四十六名，后官河南懷慶府通判。